# Bescot Stadium
Il Bescot Stadium, noto anche come Banks's Stadium, è lo stadio del Walsall Football Club, situato a Walsall, in Inghilterra. È stato costruito nel 1989 con un costo di 4 500 000 £. È stato aperto nel 1990 da Sir Stanley Matthews e sostituisce il terreno di gioco precedente del club, Fellows Park, che si trovava un quarto di miglio lontano.
Ha una capacità di 11 300 a seguito di una ristrutturazione durante la stagione 2003/04. È ormai uno stadio con posti a sedere per disabili ed è usato come struttura per conferenze, cosa che lo rende un punto di riferimento per le comunità locali di privati e di commercianti.
Lo stadio ospita le partite internazionali dell'Inghilterra Under-21, le riserve dell'Aston Villa, l'Inghilterra Femminile e l'Aston Villa femminile.